# 3410 Vereshchagin
3410 Vereshchagin је астероид главног астероидног појаса чија средња удаљеност од Сунца износи 2,259 астрономских јединица (АЈ).
Апсолутна магнитуда астероида је 13,2.